# Vosgien
Cette page contient des caractères spéciaux ou non latins. S’ils s’affichent mal (▯, ?, etc.), consultez la page d’aide Unicode.
Pour les articles homonymes, voir Vosgien (homonymie).
Pour l'abbé Vosgien, voir Jean-Baptiste Ladvocat.
Le vosgien est un dialecte du lorrain. Le territoire où il est parlé ne se limite pas au département des Vosges stricto sensu. Il longe le massif gréseux en passant par le pays du Donon et rejoint la Moselle actuelle dans le pays de Saint-Quirin. De même, il faut y inclure le vosgien (ou welche) des vallées alsaciennes dont le pays de Schirmeck-Saales qui a appartenu au département des Vosges entre 1793 et 1871. En comparant cette extension du vosgien avec la carte du massif montagneux très boisé de la Vôge jusqu'aux Vosges du Nord (Hardt), on constate que les deux zones se recoupent, même si le massif vosgien oriental est bordé par des zones alsaciennes ou franciques. Le massif vosgien est biculturel, voire triculturel si l'on rajoute la partie franc-comtoise au sud.
Il s'agit d'une sous-famille de la langue romane parlée en Lorraine que l'on nomme communément le lorrain. De nombreuses personnes confondent ce dernier terme avec la langue germanique parlée sur le sol lorrain que l'on désigne depuis le XXe siècle sous son terme plus précis de « francique » (rhénan, mosellan, luxembourgeois).
La Lorraine ducale avant l'annexion à la France au XVIIIe siècle était diglossique (cohabitation de deux langues différentes comme au Luxembourg ou en Suisse aujourd'hui). Dans le Bailliage d'Allemagne, on parlait les dialectes franciques que tout le monde nommait « l'allemand ». Dans les autres bailliages, on parlait des dialectes romans dont le vosgien.

## Écriture
Un alphabet vosgien n'existe pas. Il s'agit d'une famille de dialectes romans qu'on n'a pas pris l'habitude d'écrire. Le vosgien est une langue vernaculaire profondément orale. Cela ne signifie pas pour autant que rien n'ait été écrit en vosgien par le passé. Chaque auteur lorrain a plus ou moins pris de grosses libertés avec l'écriture en langue locale en essayant de faire correspondre au maximum le son à la graphie. On utilise généralement l'alphabet latin du français auquel ont été ajoutés des lettres ou digrammes spécifiques au vosgien (voire lorrain) comme le « hh », le « dj » ou le « ï ». Chez certains auteurs, on rencontre beaucoup de signes diacritiques pour les voyelles.
L'orthographe du vosgien dans les textes contemporains et les différents forums est donc plutôt phonétique, spontanée et calquée sur le schéma français bien que certaines graphies aient fini par s'imposer comme le « hh » par exemple. La grande majorité des lettres se prononcent.

### Ordre alphabétique et valeur desgraphèmes
| A   | À   | B   | C   | Ç   | CH  | D   | É   | È   | EU      | F   | G   | GN  | H   | HH  | I   | Ï   | J   | K   | L   | M   | N   | O   | OU  | P   | QU  | R       | S   | T   | U   | V   | W       | X      | Y   | Z   |
| a   | à   | b   | c   | ç   | ch  | d   | é   | è   | eu      | f   | g   | gn  | h   | hh  | i   | ï   | j   | k   | l   | m   | n   | o   | ou  | p   | qu' | r       | s   | t   | u   | v   | w       | x      | y   | z   |
| [a] | [ɒ] | [b] | [k] | [s] | [ʃ] | [d] | [e] | [ɛ] | [ø] [œ] | [f] | [g] | [ɲ] | [h] | [χ] | [i] | [ĩ] | [ʒ] | [k] | [l] | [m] | [n] | [o] | [u] | [p] | [k] | [ʀ] [r] | [s] | [t] | [y] | [v] | [v] [w] | [k][s] | [j] | [z] |

## Phonologie

### Consonnes
En raison de la diversité phonétique des parlers vosgiens, le tableau ci-dessous résume les consonnes qu'on peut rencontrer dans telle ou telle variante du bassin vosgien sans qu'elles apparaissent forcément toutes dans chaque parler pris isolément.

#### On rencontre également suivant les régions des lettres affriquées
- tch [tʃ] tchampa (chance)
- dj [dʒ] mindji (manger)

On trouve ces sons plus fréquemment dans les secteurs méridionaux à la limite des parlers franc-comtois (vallée de la Haute Moselle, vallée de la Moselotte), mais aussi à Fraize, dans la vallée de la Haute-Meurthe.

#### Les lettres H et HH
En parler vosgien, le « h » se prononce aspiré comme dans les langues germaniques pour les mots anglais house et allemand Haus (fr. maison). On l'entend encore en français régional : les hauts [le ho:], la hache [la haʃ].
En revanche, la graphie « hh » ne se prononce pas comme deux « h » à la suite. Il s'agit d'une fricative vélaire comme en allemand « ch » comme dans "Nacht", en néerlandais « g », en espagnol « j » (jota) comme dans "Abajo" ou en arabe comme dans "Khaled". Le chanoine Hingre l'écrivait « kh ».
Les lèvres sont légèrement ouvertes, le bout de la langue est contre les dents inférieures comme quand on fait un « i », le dos de langue ou la partie arrière se lève vers le palais souple (velum) sans vraiment le toucher. Qu'une légère aspiration se fasse entendre est normal car la fente large laissée ouverte par le dos de la langue provoque une sortie d'air sourde avec une friction.
Ce son est très fréquent en vosgien et en général dans le lorrain oriental. Pour simplifier énormément, on le trouve là où en français on aurait « ss », « rs », « xc », « sc », « rc », « x ». Il est un peu plus sonore entre deux voyelles qu'en fin de mot.

#### Les nasales finales avec ŋ
Quand une nasale (in, ïn, on, an, en) est en fin de mot, on entend l'adjonction d'un N nasale NG [ŋ] comme dans l'adjectif "lang" en allemand, sauf qu'en allemand il n'y a pas de voyelle nasale. Ce son ressemble au son provençal dans le "paing", mais il faut lui enlever le ton chantant et le rebondissement du g de la fin de mot.
L'accent des Hautes-Vosges ressemble ainsi par ses nasales à l'accent belge et à l'accent canadien.
maison : mohon [mɔhõŋ] main : [mẽŋ]

#### Persistance dus-initial
Le vosgien a fréquemment conservé le s initial de l'étymon latin ou germanique là où le français a ajouté une voyelle prosthétique e et perdu le s par la suite. Il suit sur ce point le wallon, quoique de manière moins systématique.
| Etymon latin | Vosgien | Ancien français | Français | Wallon                          |
| ------------ | ------- | --------------- | -------- | ------------------------------- |
| stella       | stâle   | estoile         | étoile   | stoele (steûle, stwale, stwèle) |
| strictus     | strât   | estroit         | étroit   | stroet (streût, strwat, strwèt) |
| stuppa       | stope   | estoupe         | étoupe   | stope                           |
| spissus      | spas    | espais          | épais    | spès                            |
| scortium     | scoûhhe | escorce         | écorce   | schoice (hwèce, chwace, scwace) |
| bestia       | bête    | beste           | bête     | biesse                          |
| ministerium  | m'té    | mestier         | métier   | mestî                           |
| bastum       | bâto    | baston          | bâton    | baston                          |

### Voyelles
On aura remarqué les nasales du « i » et du « u » qui existent dans certaines variantes des Vosges comme dans celles de la Montagne ou de la Haute Moselle. Le u nasalisé est celui du français dans "brun" pour ceux qui font encore la différence entre "brin" et "brun". 
Le a vélaire est à rapprocher du "a" ch'timi ou breton gallo où un Français non dialectophone entend bien plus un « o » qu'un « a ». En réalité, le son est à mi-chemin entre les deux, mais il est tout de même plus près du A arrière bas que du O ouvert.
| Graphie API | Description du son                |
| ----------- | --------------------------------- |
| [a]         | a palatal bref                    |
| [ɑː]        | a long                            |
| [ɒ] [ɒː]    | a vélaire bref / long             |
| [ɛ] [ɛː]    | è ouvert bref / long              |
| [e] [eː]    | é fermé bref / long               |
| [ə]         | e atone, schwa                    |
| [œ] [œː]    | eu ouvert bref / long             |
| [ø] [øː]    | eu fermé bref / long              |
| [o] [oː]    | o fermé bref / long               |
| [ɔ] [ɔː]    | o ouvert bref / long              |
| [y] [yː]    | u fermé bref / long               |
| [u] [uː]    | ou fermé bref / long              |
| [i] [iː]    | i fermé bref / long               |
| [ã] [ãː]    | a nasalisé bref / long (en,an,em) |
| [õ] [õː]    | o nasalisé bref / long (on)       |
| [ẽ] [ẽː]    | e nasalisé bref / long (in, ain)  |
| [ĩ]         | i nasalisé (ïn)                   |
| [ũ]         | u nasalisé (un)                   |

### Diphtongues
Il n'y a pas de diphtongues à proprement parler en vosgien. Il s'agit plus d'une paire voyelle/ semi-consonne ou semi-consonne/voyelle. 
L'association la plus répandue est celle d'une voyelle suivie par la semi-consonne [j] qu'on écrit souvent avec le "y" comme dans "kurèye" (curé).
| Son API | Graphie                 | Exemple*                                 |
| ------- | ----------------------- | ---------------------------------------- |
| [ɛj]    | -èy, -èye, -eil, -eille | lo m'tèye = le métier                    |
| [ej]    | -éy, -éye               | lè guéye = la quille                     |
| [aj]    | -aye, -ail, -aille      | l'onaye = l'année                        |
| [ɒj]    | -aye, -ail, -aille      | comme [aj], mais prononciation régionale |
| [åj]    | -aye, -àye, -åye        | comme [aj], mais prononciation régionale |
| [oj]    | -oye, -oil, -oille      | lo stoye, stoille = l'étable             |
| [ɔj]    | -oye, -oil, -oille      | froyi = frayer                           |
| [œj]    | -euye, -euil, -euille   | lo beuystiou, beuillestiou = boîteux     |
| [øj]    | -euye, -euil, -euille   | i breuseuille = je bricole               |

Pour la semi-consonne devant la voyelle :
| Son  | Graphie                 | Exemple                    |
| ---- | ----------------------- | -------------------------- |
| [wé] | -oué, -wé               | lo fwé = le fer            |
| [wɛ] | -ouè, -ouais, -wè, etc. | lo pwèvre = le poivre      |
| [wa] | -oua, -ois, -wa, ..     | èbwayé = aboyer            |
| [wo] | -ouo, -ouau, -wo...     | lo pwo = le porc           |
| [wɔ] | -ouo, -wo               | lè bouòtte = le moustique  |
| [wi] | -oui                    | l'ègrèouisse = l'écrevisse |

Le son [[wå]] écrit -ouà, -ouå, -ouo, -wà, -wå est en fait une variante phonétique du [wa]. 
(les exemples sont pris dans tous les dialectes possibles)

### Apocopes et syncopes
Les parlers vosgiens ne prononcent généralement pas les voyelles non accentuées telles qu'elles sont parvenues des mots bas-latins. 

#### Syncope des voyelles
Il s'agit d'une voyelle au milieu d'un mot qu'on ne prononce pas, comme en français "petit" prononcé "p'tit". On l'écrit généralement avec une apostrophe ou comme avec un "e" qu'on voit, mais ne prononce pas.
- lè m'naye (monnaie) - d'mourè (demeurer) - lo lanç'mot / lancemot (lancement) - lo s'moyou (somnoleur) - l'embaul'rosse / embaulerosse (emballeuse)

#### Apocope des voyelles
Il s'agit le plus souvent, comme en français, d'un " e" atone en fin de mot qu'on n'entend pas: exemple français = une femme [fam]. En dialecte, on peut ne pas l'écrire d'ailleurs, mais à la lecture, on a parfois un doute quant à la bonne prononciation comme dans le mot :
- lè pare ou lè par (tas de fumier devant la maison). Le premier mot est plus transparent pour le lecteur.
- tyèhhe / tièhh (limpide, clair) - lè sèlle (chaise)

Le phénomène se généralise aux petits mots grammaticaux comme les pronoms personnels, la négation ou la préposition "de", exactement comme en français oral "j'lui dis" ou "tu l'veux?"
- ous kè t'vè? = Où vas-tu? Où est-ce que tu vas?
- j'vâ = je vais

Du coup, on peut avoir les deux phénomènes dans le même mot : t's'rè = tu seras 
On le retrouve aussi avec le démonstratif (cé, ço) relié au verbe "être" comme en français "c'est" : ço, ç'o

## Morphologie

### Genres
Il existe deux genres comme en français : le masculin et le féminin. 
- lo fon (le foin) - lè chorotte (la charrette)

On retrouve alors la différenciation dans la finale -ou / -iou au masculin et -rosse, -osse, -(o)yosse, -ouse au féminin. 
- hhlopou : ivrogne - hhloprosse : une ivrogne
- moquou : moqueur - moquerosse : moqueuse
- pônou : pénible - pônouse : pénible

## Formes verbales

### Modes
On trouve suivant les variantes géographiques les mêmes modes en vosgien qu'en français standard, en totalité ou en partie *infinitif - indicatif - impératif - conditionnel - subjonctif - participe passé/présent
Leur utilisation est identique au français dans les grandes lignes.
L'indicatif comprend en vosgien un temps qui n'existe pas en français, l'imparfait proche. Il sert à exprimer la simultanéité au moment d'une action qui s'est faite dans le passé.
- Lorsque tu téléphonas hier à 8 heures, j'étais déjà en train de retourner le foin.

### Groupes verbaux

#### Verbes du premier groupe, suivant les régions, en -è, -é, -a
Ils correspondent aux verbes français en -er, dit du premier groupe. (La forme pour "nous" peut être "j' " ou "nos" ou "dj' ")
| Présent    | Imparfait éloigné | Imparfait proche | Passé simple | Futur        |
| ---------- | ----------------- | ---------------- | ------------ | ------------ |
| j'trove    | j'trovè           | j'trovèyezo      | j'troveus    | j'troverâ    |
| t'trove    | t'trovè           | t'trovèyezo      | t'troveus    | t'troveré    |
| i trove    | i trovè           | i trovèyezo      | i troveus    | i troveré    |
| j'trovos   | j'trovin          | j'trovèyinzo     | j'trovons    | j'troverons  |
| vos trovès | vos trovin        | vos trovèyinzo   | vos trovons  | vos troverès |
| i trovot   | i trovin          | i trovèyinzo     | i trovont    | i troveront  |

Pour l'imparfait proche de simultanéité on a aussi les finales -eyèzeur, -eyèto, -eyor suivant les régions. 
- J' troveyèzeur - j'troveyèto - j'troveyor

Pour le passé simple, on a également les formes suivantes (pour : je trouvai, nous trouvâmes) 
- j'trovôs / j'trovôsses - j'trové / j'troveures - j'troveus / j'troveunes - j'troveux / j'trovons

Le subjonctif présent existe aussi en vosgien suivant les régions. Voici trois variantes parmi les plus fréquentes :
| Variante 1       | Variante 2       | Variante 3       |
| ---------------- | ---------------- | ---------------- |
| qu'j'troveusse   | qu'j'trovôsse    | qu'j'trové       |
| qu't'troveusse   | qu't'trovôsse    | qu't'trové       |
| qu'i troveusse   | qu'i trovôsse    | qu'i trové       |
| qu'j'trovînsse   | qu'j'trovînsse   | qu'j'trovînnse   |
| qu'vos trovînsse | qu'vos trovînsse | qu'vos trovînsse |
| qu'i trovînsse   | qu'i trovînsse   | qu'i trovînsse   |

#### Verbes du second groupe en -i
On peut prendre "puni" ou "sreuvi" (punir). Il faut savoir que les verbes français du deuxième groupe ne sont pas forcément les mêmes qu'en vosgien.
| Présent   | Imparfait éloigné | Imparfait proche | Passé simple  | Futur       |
| --------- | ----------------- | ---------------- | ------------- | ----------- |
| j'puni    | j'punissè         | j'punissèzo      | j'punisseus   | j'punirâ    |
| t'puni    | t'punissè         | t'punissèzo      | t'punisseus   | t'puniré    |
| i puni    | i punissè         | i punissèzo      | i punisseus   | i puniré    |
| j'punos   | j'punissin        | j'punissinzo     | j'punissons   | j'punirons  |
| vos punès | vos punissin      | vos punissinzo   | vos punissons | vos punirès |
| i punot   | i punissin        | i punissinzo     | i punissont   | i puniront  |

#### Verbes des autres groupes en - de, -te, - re (comparable au français -dre, -tre, -re )
Il s'agit de la longue série de verbes irréguliers qui dépasse le cadre d'une page d'introduction sur le vosgien. Comme en français, ces verbes ont des particularités phonétiques et grammaticales qu'il faut apprendre par-cœur.
On a les verbes crâre (croire), prenre (prendre), vouère (voir), pieure (pleuvoir), condûre (conduire), etc.

#### Verbe "avoir"
Comme il est impossible de lister toutes les variantes de la conjugaison du verbe "avoir" suivant les secteurs et les vallées, on prendra la version de la vallée de la moyenne et haute Vologne entre Bruyères et Gérardmer comme exemple.
| Présent | Imparfait éloigné | Imparfait proche | Passé simple | Futur    |
| ------- | ----------------- | ---------------- | ------------ | -------- |
| j'â     | j'ovoi            | j'ovoyezo        | j'aureus     | j'èrâ    |
| t'è     | t'ovoi            | t'ovoyezo        | t'aureus     | t'èrè    |
| l'è     | l'ovoi            | l'ovoyezo        | l' aureu     | l'èrè    |
| j'ons   | j'ovouin          | j'avoinzo        | j'eurons     | j'èrons  |
| vos os  | vos ovouin        | vos avoinzo      | vos eurons   | vos èros |
| iz ont  | iz ovouète        | iz avouènzo      | iz euront    | iz èront |

Avec le participe passé "èvu", on peut faire les temps composés :
- j'â èvu = j'ai eu
- j'ovoi èvu = j'avais eu
- j'ovoyezo èvu = j'avais eu
- j'aureus eu = j'eus eu (inusité)
- j'èrâ èvu = j'aurai eu

| Conditionnel présent | Conditionnel passé | Subjonctif présent | Subjonctif présent | Subjonctif passé   |
| -------------------- | ------------------ | ------------------ | ------------------ | ------------------ |
| j'èro                | j'èro èvu          | qu'j'êye           | qu'j'èvesse        | qu'j'èvesse èvu    |
| t'èro                | t'èro èvu          | qu't'êye           | qu't'èvesse        | qu't'èvesse èvu    |
| l'èro                | l'èro èvu          | qu'il êye          | qu'il èvesse       | qu'il èvesse èvu   |
| j'èrins              | j'èrins èvu        | qu'j'ins           | qu'j'èvinsse       | qu'j'èvinsse èvu   |
| vos èrins            | vos èrins èvu      | qu'vos ins         | qu'vos èvinsse     | qu'vos èvinsse èvu |
| iz èrins             | iz èrins èvu       | qu'iz insse        | qu'iz èvinsse      | qu'iz èvinsse èvu  |

Exemples de variantes selon les régions pour le subjonctif présent pour les formes "que j'aie" et "que nous ayons": 
| Fiménil  | Le Valtin | Fraize        | Corcieux   | Vagney       | La Bresse     |
| -------- | --------- | ------------- | ---------- | ------------ | ------------- |
| qu'j'ôs  | qu'j'ôs   | que dj'âye    | qu'j'êye   | qu'j'âye     | qu'idj' âye   |
| qu'j'ins | qu'j'ans  | que dj'onsses | qu'j'èyins | qu'nos ayins | qu'nos insses |

#### Verbe "être"
Comme il est impossible de lister toutes les variantes de la conjugaison du verbe "être" suivant les secteurs et les vallées, on prendra la version de la vallée de la moyenne et haute Vologne entre Bruyères et Gérardmer comme exemple. 
| Présent | Imparfait éloigné | Imparfait proche | Passé simple | Futur     |
| ------- | ----------------- | ---------------- | ------------ | --------- |
| j'sèye  | j'tè              | j'tèzo           | j'fereus     | j's'râ    |
| t'o     | t'tè              | t'tèzo           | t'fereus     | t's'rè    |
| l'o     | l'tè              | l'tèzo           | l' fereu     | l's'rè    |
| j'sos   | j'tin             | j'tinzo          | j'ferons     | j's'rons  |
| vos sos | vos tin           | vos tinzo        | vos ferons   | vos s'ros |
| i sot   | i tin             | i tinzo          | i feront     | i s'ront  |

Avec le participe passé "tu", on peut faire les temps composés :
- j'â tu = j'ai été
- j'ovoi tu = j'avais été
- j'ovoyezo tu = j'avais été
- j'aureus tu = j'eus été(inusité)
- j'èrâ tu = j'aurai été

| Conditionnel présent | Conditionnel passé | Subjonctif présent | Subjonctif imparfait | Subjonctif passé  |
| -------------------- | ------------------ | ------------------ | -------------------- | ----------------- |
| j's'ro               | j'èro tu           | qu'j'sèye          | qu'j'feusse          | qu'j'èvesse tu    |
| t's'ro               | t'èro tu           | qu't'sèye          | qu't'feusse          | qu't'èvesse tu    |
| i s'ro               | l'èro tu           | qu'i sèye          | qu'i feusse          | qu'il èvesse tu   |
| j's'rins             | j'èrins tu         | qu'j'sinsse        | qu'j'finsse          | qu'j'èvinsse tu   |
| vos s'rins           | vos èrins tu       | qu'vos sinsse      | qu'vos finsse        | qu'vos èvinsse tu |
| i s'rins             | iz èrins tu        | qu'i sinsse        | qu'i finsse          | qu'iz èvinsse tu  |

Exemples de variantes selon les régions pour le subjonctif présent pour les formes "que je sois" et "que nous soyons" :
| Fiménil   | Le Valtin | Fraize          | Corcieux    | Vagney         | La Bresse      |
| --------- | --------- | --------------- | ----------- | -------------- | -------------- |
| qu'j'sôs  | qu'j'sôs  | que dje sôs     | qu'j'sôs    | qu'j'sâys      | qu'i sâye      |
| qu'j'sins | qu'j'sans | que dje sonsses | qu'j'sèyins | qu'nos sinnses | qu'nos sinsses |

## Syntaxe

### Division de la phrase
La syntaxe vosgienne est romane, elle est donc proche du français. Les grandes lignes sont les mêmes autour de la règle générale "sujet - verbe - complément" (SVO).
La seule chose qui diffère visiblement est la place de l'adjectif épithète : il est placé le plus souvent devant le nom qu'il qualifie : ène bianche môhon (une maison blanche), ène mahh onaye (donc comme "une mauvaise année" en français qui ne met que quelques adjectifs devant le nom comme bon, petit, grand, gentil ou mauvais entre autres).

## Patronymes et toponymes

### Patronymes
Les noms et prénoms des Vosgiens ne dérogent pas à la règle générale s'appliquant aux langues germano-romanes de l'axe lotharingien. On peut y constater des noms issus de prénoms de baptême, de métiers, de sobriquets ou d'origine géographique.
La prononciation dialectale des prénoms usuels peut néanmoins entraver la compréhension. Quelques exemples de prénoms plus difficiles à identifier :
- Aigotte (Agathe) - G'hèhtin (Augustin) - Bohhté (Bastien) - Diaude (Claude) - Lorot (Laurent) - Linaud (Léonard) - Ménanne (Marianne) - Mayon (Marie) - Motyïn (Martin) - Chan (Jean) - Morguite (Marguerite)

Pour d'autres, on reconnaît la parenté, comme pour :
- Françoès / Francis - Geôge - Giraud - Modelaine - Marguèrite

Deux aspects méritent néanmoins une attention particulière :
Le massif des Vosges est une montagne de jonction entre le monde germanique et le monde roman. Il y a eu des éléments de population d'origine germanique du côté vosgien et des romanophones du côté alsacien. Par exemple, il y a eu suivant les époques de nombreux colons saxons, suédois, suisses, bavarois ou tyroliens y compris dans les hautes vallées des Vosges romanes pour couvrir la main d'œuvre des mines (fer, sel, argent…), des charbonniers et des forestiers. De nombreuses agglomérations actuelles ont été créées pour moitié ou plus par des Alsaciens à l'époque quasi exclusivement germanophones, notamment les bergers d'alpage qui ne redescendirent plus dans la plaine d'Alsace après l'estive. La cohabitation de noms germaniques et romans était donc normale. Avec le temps, l'adaptation au langage local aboutira à des mutations plus ou moins importantes. Les généalogistes amateurs savent à quel point il est parfois difficile d'identifier un ancêtre car la modification graphique, la traduction ou la dialectalisation des patronymes a engendré des métamorphoses significatives. Dans une même famille, suivant l'officier de l'état civil ou le prêtre, suivant que l'acte est rédigé en allemand par un germanophone (notamment pour les paroisses protestantes alsaciennes) ou en latin par un francophone/vosgiphone, on trouve un père qui porte un nom différent de certains de ses enfants qui habitent ailleurs (notamment les filles qui changent de localité). En cas de déménagement, fréquent chez les verriers par exemple, il n'est pas rare qu'un individu change de patronyme plusieurs fois ou de les cumuler en fonction de l'endroit où il se trouve.
Un verrier "Binder" provenant de Suisse s'est transformé par exemple en "Peintre" en zone romane. L'apparence est juste trompeuse car les dialectes suisses et sud-alsaciens prononcent le [b] proche du [p] et pour peu que le concerné fasse l'effort de prononcer son nom à la française, on arrive effectivement à "Peintre". Là où les choses peuvent devenir cocasses, c'est qu'au moment de passer dans une localité germanophone, il dise s'appeler "Peintre" et que l'officier y reconnaît le métier et traduit le nom en "Maler", sens qui n'a rien à voir avec "Binder". Un déménagement peut provoquer une dialectalisation ou une graphie régionale comme "Mahler" ou "Moler".
Ainsi, des Sonntag devinrent des Dimanche ou Demenge, des Arnould des Arnold, des Kohler des Colin, des Waldner des Valdenaire, etc. Le respect des patronymes d'origine a commencé à s'installer avec la Révolution française, y compris ceux en langue étrangère. Un Schneider qui quitte l'Alsace-Moselle occupée en 1871 pour se réfugier à Saint-Dié restera un Schneider et ne deviendra pas un "Tailleur" s'il n'en fait pas la demande expresse. 
Toutefois, même au XIXe siècle, on observe des variations. André Jacques Schneberger est originaire de Hanviller (Moselle). Il est venu avec ses parents dans les Vosges, à Xaronval, vers 1835. Ils sont tous bergers. Il se marie en 1853 à Derbamont avec Marguerite Maire. Leur premier enfant, Marie Adèle, nait en 1854 à Regney. Dans l'acte de naissance, son patronyme est Neige. On peut penser que l'officier d'état civil a interprété le nom Schneberger comme "Schne" qui veut dire "Neige" en allemand (à un "e" près) et que" berger" était en fait sa profession. Les enfants suivants seront aussi nommés Neige. D'autres enfants de la famille seront nommés Schnéberger, l'accent permettant de franciser la prononciation allemande. D'autres variantes apparaîtront aussi. Des descendants demanderont la rectification de leur nom au tribunal de Mirecourt en 1897 et 1906.
L'autre aspect très caractéristique des patronymes vosgiens est commun à de nombreuses régions, y compris en zone germanique. Le caractère montagnard accentue peut-être le phénomène par manque de communication inter-vallées. Il s'agit de la pratique des sobriquets et des surnoms. Ce faisant, contrairement à d'autres régions françaises, le sobriquet peut désigner l'ensemble de la famille et se transmettre de génération en génération. On n'est pas "Mathieu Colin" mais le "fils Baugeotte" (Baugeotte = panier, corbeille) ou "un Baugeotte". De même, les habitants de chaque village ou bourgade avaient un surnom. On ne va pas non plus chez les Colin, mais à "la Faigneulle", c'est-à-dire le nom de la maison-propriété où habitent les Colin en question. Car les fermes vosgiennes de la montagne sont dispersées, elles sont situées à un lieu-dit qui permet de localiser les personnes qui y ont leur lopin de terre. Le nom du lieu-dit ou de la maison-exploitation est plus parlant que le patronyme, a fortiori Colin.
Il est inutile de rappeler ici que la tradition très répandue partout en France de transmettre le prénom du père ou du grand-père aux garçons de la génération suivante, a engendré une certaine confusion.

### Toponymes
Ce qui vaut pour les patronymes au niveau de la cohabitation germano-romane vaut également pour une partie des Vosges, à savoir une bande limitrophe de l'Alsace et essentiellement des sommets et crêtes du massif.
Contrairement aux patronymes, les toponymes sont plus résistants et ne changent que très rarement de langue au fil des siècles. Les Vosges ne sont pas autant concernées que la Moselle pour les fluctuations des toponymes en zone de transition entre les langues romane et germanique. La frontière linguistique dans les Vosges se situe soit sur les crêtes, soit même parfois plus loin du côté alsacien. Il n'empêche que par la présence conséquente d'Alsaciens sur les chaumes et dans les hautes vallées vosgiennes adjacentes a provoqué une pratique multilingue des noms des alpages suivant le locuteur (alsacien, allemand, vosgien, français). Mais on remarque que les chaumes ou "gazons" ont majoritairement des noms à consonance germanique. Une chaume porte plusieurs noms suivant le locuteur comme Balveurche, Bellfirst, Ballfirscht.
Les toponymes vosgiens sont d'abord très liés à la topographie du terrain. Les noms en -mont, tête ou haut rappellent les nombreux sommets. La nature est très représentée avec les lacs en -mer, les marécages et tourbières en -faing ou -faignes, les forêts en -bois, les ruisseaux en - rupt ou -goutte. On ne voit pas d'adret et d'ubac, mais des endroits et des envers.

#### Suffixes / préfixes toponymiques

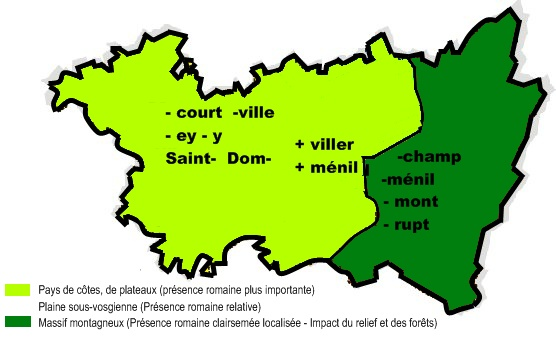
Le suffixe -y / -ey est indigène et les appellatifs toponymiques suffixés sont médiévaux et n'ont pas de rapport avec l'époque romaine, ainsi que les noms en Dom- et Saint-

Comme ailleurs en Lorraine, on rencontre des formations toponymiques héritées de la tradition celtique en -ey ou - y, terminaison issue du suffixe gaulois -āko(n), latinisé en -acum, -acus, -aco dans les textes. Ce mode de formation se perpétue encore vers le Ve siècle. À partir du haut Moyen Âge, c'est l'emploi d'appellatifs suffixés qui prédomine. Ils sont essentiellement romans (hérités du bas latin) : il s'agit des appellatifs -court, -ville, -ménil et les toponymes à connotation religieuse en Saint-, Dom-, -elize par exemple. C'est probablement l'utilisation de -court, calque du germanique -hof, qui a cessé le plus précocement, par contre  -ménil semble être resté en usage plus longuement. 
Dans le Châtenois par exemple, l'appellatif -court représente 35 % des toponymes, ceux en -ville ou -ey, 17 % respectivement, ceux en Dom- et Saint- 4 % chacun. Pris ensemble les noms des agglomérations de ce secteur correspondent à 83 % aux pratiques toponymiques romano-franques en usage avant le Xe siècle ; elles révèlent une activité humaine plus intense à l'ouest du département qu'à l'est pour l'époque couvrant la période mérovingienne au XIIe siècle. L'ouest-Vosgien fut autrefois un lieu de passage important dans l'axe nord-sud (Trèves-Lyon). De fait, le pays de Bruyères dans la vallée de la Vologne ne comporte que 10 % des appellatifs cités plus haut, le pays de Gérardmer 0 % . En revanche, la zone bruyèro-gérômoise présente 33 % de toponymes en -mont avec 21 % de -rupt sur Gérardmer contre 3 % sur Bruyères. On reconnaît ici le caractère montagneux de ce secteur; l'altitude ne joue pas sur l'augmentation des toponymes en -mont, en revanche elle influe sur ceux en -rupt.
Le pays bruyèrois fait la transition avec le secteur d'Épinal et Rambervillers où l'appellatif -ménil est très représenté. Il est issu du gallo-roman du nord *MANSIONILE, dérivé de MANSIO > MASIO > maison. Ce sont des écarts, des lieux de passage, en général. 
Les toponymes en -viller sont également médiévaux, ils sont postérieurs au VIe siècle. Ils ne sont pas liés à la présence de villae gallo-romaines, pas davantage que les noms en -court ou en -ville. Le villare était à l'origine une annexe d'une villa rustica. Toutefois, dans les Vosges, l'est de la France en général, y compris dans le sud de l'Allemagne, les -viller, -willer, -weiler ou -wihr sont très associés à des endroits collinéens boisés comportant de nombreux hameaux rassemblés autour d'un chef-lieu. Ces toponymes sont nettement plus nombreux autour du massif montagneux : piémont, plaine sous-vosgienne, côte gréseuse.

#### Quelques agglomérations en vosgien
Peu de localités dans les Vosges portent le même nom en français et en vosgien. Les noms officiels sont français. C'est en Moselle en terre germanophone qu'on trouve un toponyme vosgien dans sa forme dialectale sur le panneau d'agglomération officiel : Dabo.
Voici quelques noms de localités vosgiennes en vosgien de la Vologne :
Pinau (Épinal) - Saint-Di (Saint-Dié) - Rambyèlè (Rambervillers) - Rovon l'Etaipe (Raon-l'Étape) - Giraumouè (Gérardmer) - Grainge (Granges) - Corci (Corcieux) - Brouères (Bruyères) - Tovon (Thaon) - Vau d'Aijeu (Le Val-d'Ajol) - Rochon (Rochesson) - Nimotèye (Le Tholy) - Lo Tyo (Le Thillot) - Lo Vayetin (Le Valtin) - Lè Bresse (La Bresse) - Champdrâ (Champdray) - Gerbèyepau (Gerbépal) - Mandrâ (Mandray)

## Aires dialectales
D'un point de vue géolinguistique, la transition interaréale se fait du franc-comtois au vosgien au sud du massif avec des parlers comme ceux de la Vôge, de Plombières-les-Bains, du Val d'Ajol, de la Haute-Moselle et des Vosges comtoises sur Corravillers, Le Haut-du-Them ou Giromagny. Les parlers de la plaine sous-vosgienne font le lien entre la montagne et le plateau lorrain central (Lunévillois, Vermois, Haye-Nancy, Saintois, Seille-et-Etangs). Les variantes du Châtenois et de Neufchâteau relient aux parlers meusiens et à travers eux vers la Champagne. Les parlers nord-lorrains font la transition avec le Gaumais belge et le wallon.

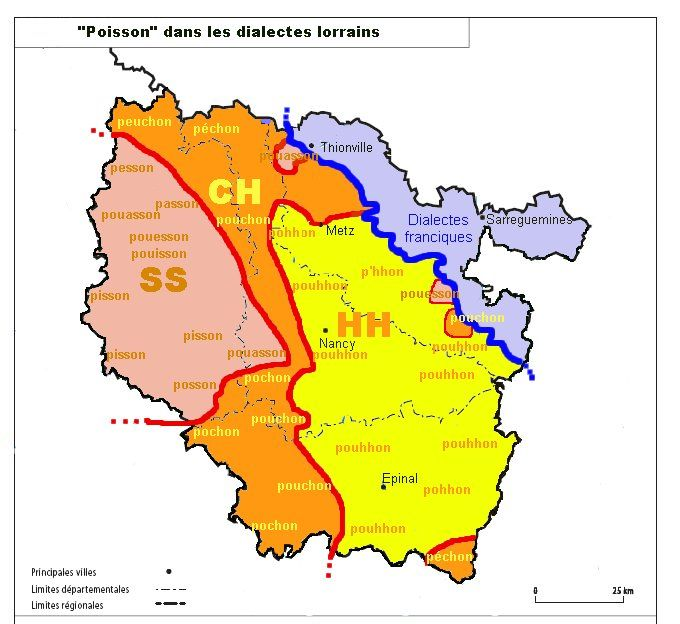

Si l'on prend le mot "poisson", la carte ci-contre montre trois formes distinctes : le « HH » des parlers orientaux qui butent sur les langues germaniques, le « CH » des parlers centraux et méridionaux qui relie à une branche du wallon et au franc-comtois, l'aire SS jouxtant au bassin français en Champagne.
Le vosgien de la montagne se situe donc dans la partie « HH », ce qui le relie aux parlers de l'Est-Lorrain de Metz à la plaine sous-vosgienne. On remarquera la tache orange en "péchon" dans la pointe extrême au sud-est des Vosges pour le pays de Bussang (Haute-Moselle).
Sans entrer dans les détails, on peut distinguer quelques aires au profil plus ou moins commun.
1. La vallée de la haute Meurthe de Saint-Dié à Fraize, Plainfaing.
2. Le pays de Salm et des Abbayes, du nord de la Déodatie au Badonvillois
3. Les vallées des Neuné, B'heumey et Corbeline autour de Corcieux.
4. La vallée de la basse Vologne de Cheniménil à Bruyères.
5. La plaine sous-vosgienne de Rambervillers à Xertigny
6. La Vôge
7. La vallée de la moyenne Moselle autour de Remiremont
8. La vallée de la Mosellotte de Vagney à Cornimont
9. La vallée de la haute Moselle autour du Thillot et de Bussang.
10. Le pays de La Bresse.
11. La vallée de la moyenne et haute Vologne de Bruyères à Gérardmer.
12. La vallée de la Weiss autour d'Orbey-Lapoutroie
13. Le pays de Steige
14. La vallée de la Bruche de Saales à Schirmeck
15. Le pays de Saint-Quirin
16. Les Vosges comtoises

## Vocabulaire

### Quelques mots courants
- bonjô : bonjour (parfois bonjô don dèye)
- bonsouère : bonsoir
- eco vo : merci (ou "merci" à Saint-Dié) ; bonjour / salut (eco vo don Dèye également), en Hautes-Vosges[6]
- fomme, fôme : femme (le mot pour homme est identique, il a aussi le sens de mari : mon homme)
- fè : fils / fèye : fille
- môhon : maison
- kéhine, keuhine : cuisine (pièce centrale de la maison vosgienne)
- pirôve : évier (de la cuisine), mot à mot "pierre à eau"
- pôle : pièce, chambre
- staille, stôye, ståye : étable, écurie (En français régional, les Vosgiens disent l'écurie pour tout même s'il n'y pas de cheval dans l'écurie!)
- rècrèye : avant-grange (le "bètèye" est plus l'avant-grange où l'on battait les grains entre autres)
- solèye, soleil : fenil (engrangement du foin souvent réalisé par une grande porte à l'arrière de la maison dans la pente avec une passerelle en bois)
- morcarrerie : ferme sur les chaumes (en altitude)
- vèche : vache
- ch'vau : cheval
- pohhè : cochon, porc
- chive : chèvre
- h'line : poule / jolèye : poulet / jô : coq
- lèpïn : lapin
- ché: chien / chète : chat (chète est féminin en vosgien! Sinon on précise avec matou)
- mingi : manger / boure : boire / drèmi : dormir / trèvèyi : travailler / chantè : chanter / paulè, prokè, prôchi : parler
- owêille : aiguille
- ènêyt : aujourd'hui (èneût dans la vallée de la Moselotte)
- pânêre : balai
- hh'mîhe : chemise
- hh'nelle : chenille
- scôhhe : écorce
- skiron : écureuil
- motêy: église
- hh'mwâye : fumée
- boûbe : garçon
- wêsse : guêpe